# Охота на единорога (цикл шпалер)

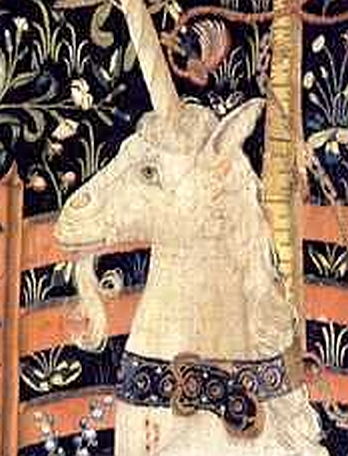
Деталь шпалеры «Единорог отдыхает в саду» из серии «Охота на единорога». Между 1495 и 1505. Клойстерс, Нью-Йорк

Охота на единорога (фр. La Chasse à la licorne) — серия из семи шпалер, созданных в Южных Нидерландах в период с 1495 по 1505 год и в настоящее время находящихся в Клойстерсе — филиале Метрополитен-музея на севере Манхэттена (Нью-Йорк).
По одной из версий шпалеры (позднейшее название: гобелен) были сотканы в Париже и изображают группу охотящихся придворных, преследующих единорога на фоне идеализированного условного пейзажа. Ковры сотканы из шерсти, металлических нитей и шёлка. Красители приготовлялись из крапивы (жёлтый), марены (красный) и вайды (синий).

## История
Об обстоятельствах создания шпалер известно немного. Нет даже уверенности относительно того, были ли все они созданы для размещения в каком-то одном помещении или же могли располагаться по отдельности. Различия в размере, стиле и композиции дают основания предполагать, что они происходят из более чем одного набора, но связанных сюжетом, происхождением и таинственной монограммой «AE», которая появляется на каждом ковре.
Существует предположение, что серия была заказана Анной Бретонской к её свадьбе с французским королём Людовиком XII.
Впервые зарегистрированные в 1680 году в парижском доме семьи Ларошфуко, принадлежали этой семье в течение нескольких столетий. В то время пять шпалер находились в спальне в семейном Шато де Вертёй, в Шаранте, а два хранились в зале, прилегающем к капелле. Считалось, что ковры были сотканы для Франсуа, сына Жана II де Ларошфуко и Маргариты де Барбезье. Таким образом объясняется связь между буквами A и E и Ларошфуко, которые интерпретируются как первая и последняя части имени Антуана, который был сыном Франсуа, и его жены Антуанетты Амбуазской.
Во время Французской революции дом был разграблен, а шпалеры использовали в амбаре для укрытия картофеля — период, в течение которого они, по-видимому, получили повреждения. К концу 1880-х годов они снова оказались во владении семьи. С тех пор они стали предметом интенсивных научных дебатов об их значении, иконографии, личности мастеров и последовательности, в которой они должны быть экспонированы.
На протяжении нескольких сотен лет шпалеры находились в собственности семьи Ларошфуко, пока в 1922 году их не приобрёл Джон Рокфеллер-младший примерно за один миллион долларов США. Шесть ковров висели в доме Рокфеллера пока он в 1938 году не передал их в дар музею Метрополитен и в то же время обеспечил коллекцию двумя фрагментами, которые сохранила семья Ларошфуко. В 1937 году он пожертвовал их Метрополитен-музею. В 1998 году проведена масштабная реставрация уникальных произведений средневекового искусства.

## Иконография
Цветочный фон ковров, состоящий из множества растений, характерный для типа мильфлёров («тысяча цветов»), позволяет предположить, что они могли быть изготовлены в ткацких мастерских франко-фламандского региона, скорее всего на знаменитой мануфактуре в Брюсселе, который был важным центром ткацких ремёсел в средневековой Европе.
Множество цветов и растений, идентифицированных ботаниками, связаны с традиционной иконографией «Запертого сада Девы Марии»: Hortus conclusus. Это вполне согласуется с христианской символикой единорога — легендарного существа, эмблемой Благовещения Деве Марии и Боговоплощения. Рог единорога в этом контексте означает силу и единство Отца и Сына, а небольшие размеры животного символизировали смирение Христа.

## Состав цикла
Метрополитен-музей, которому в настоящее время принадлежат шпалеры, условно озаглавил и упорядочил их следующим образом:
- «Охотники входят в лес»
- «Единорог очищает воду»
- «Единорог пересекает ручей»
- «Единорог защищает себя»
- «Единорог сдаётся Деве» (два фрагмента)
- «Охотники возвращаются в замок»
- «Единорог отдыхает в саду»[9].

## Галерея

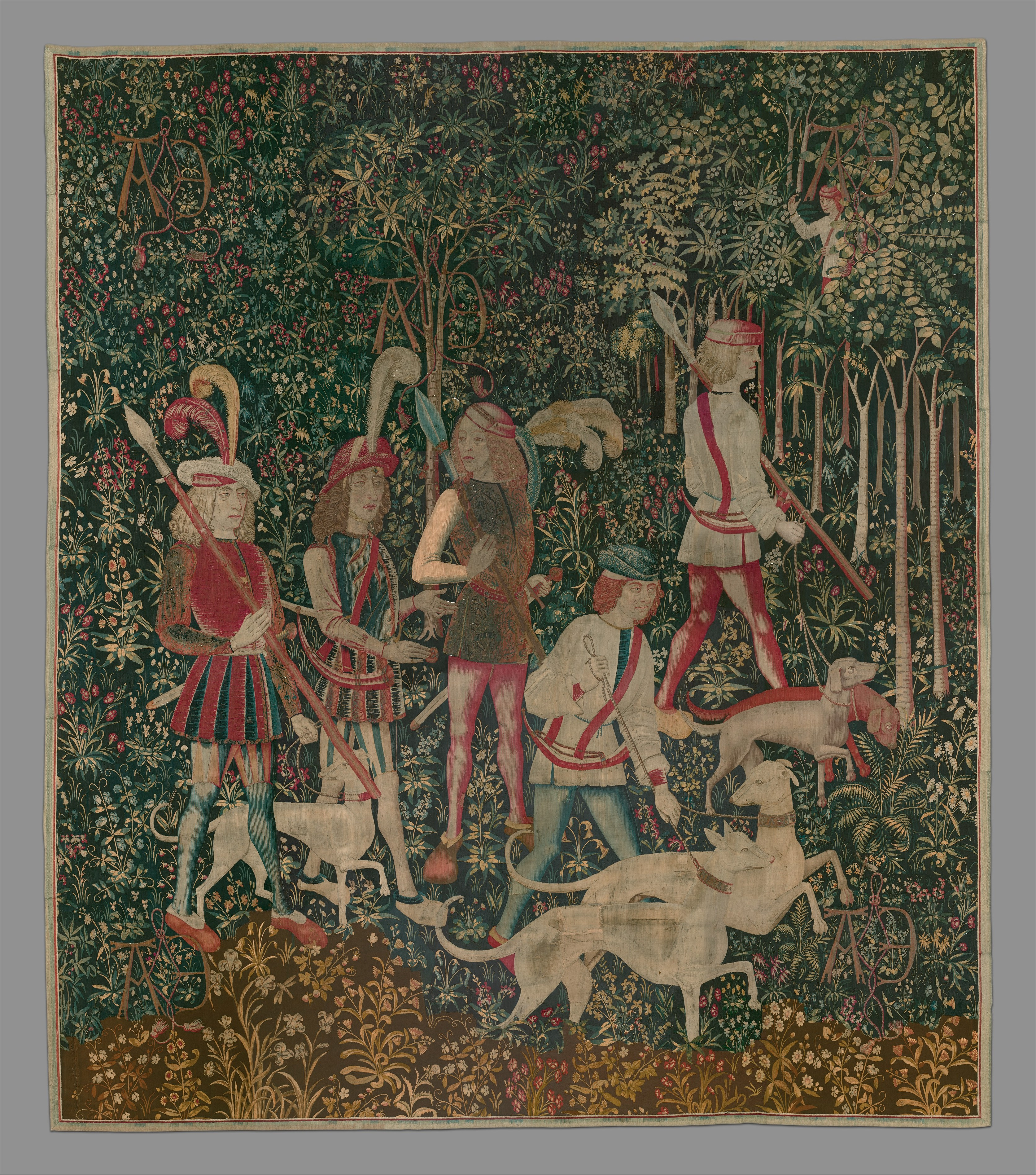
Охотники входят в лес
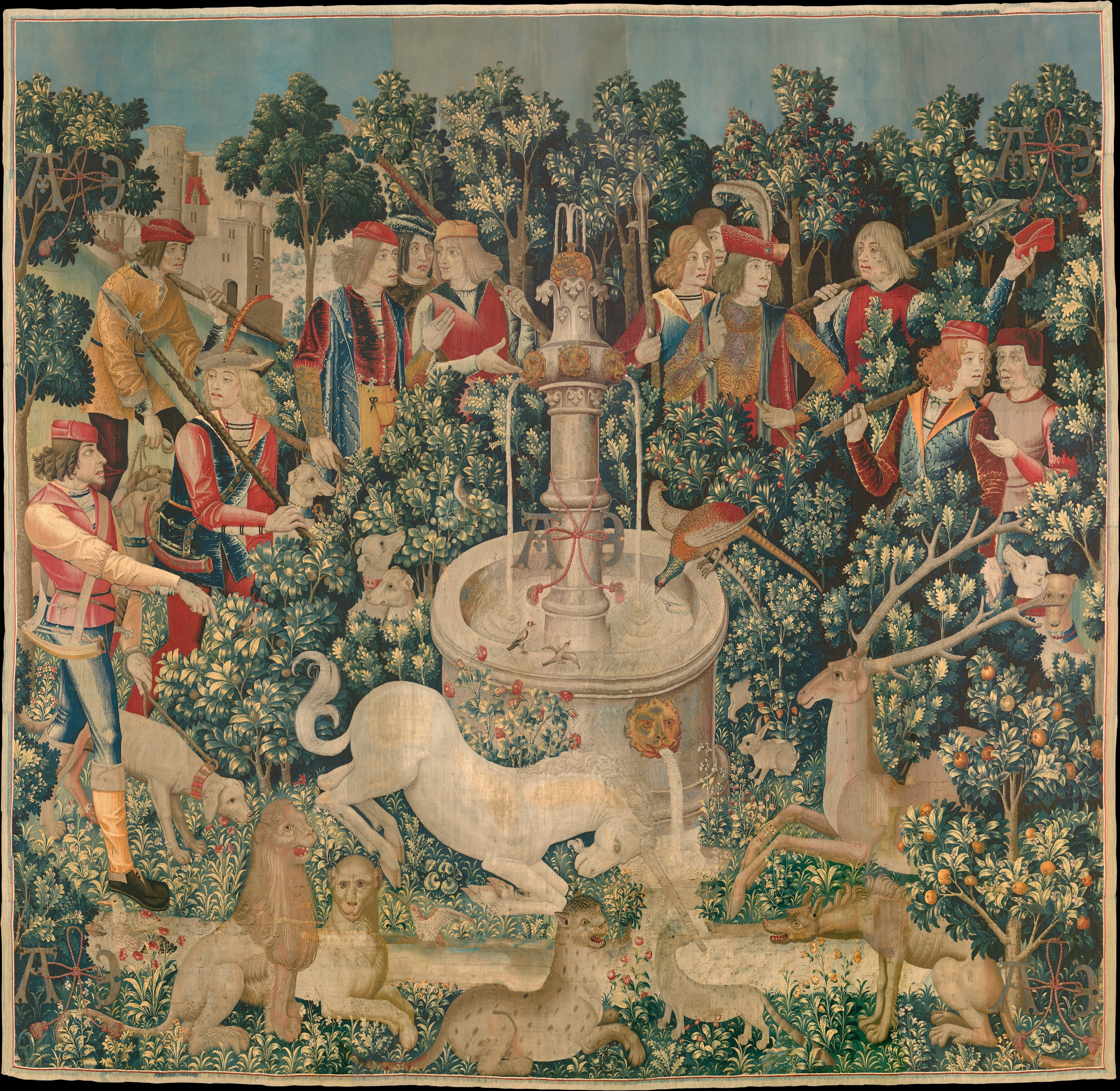
Единорог очищает воду
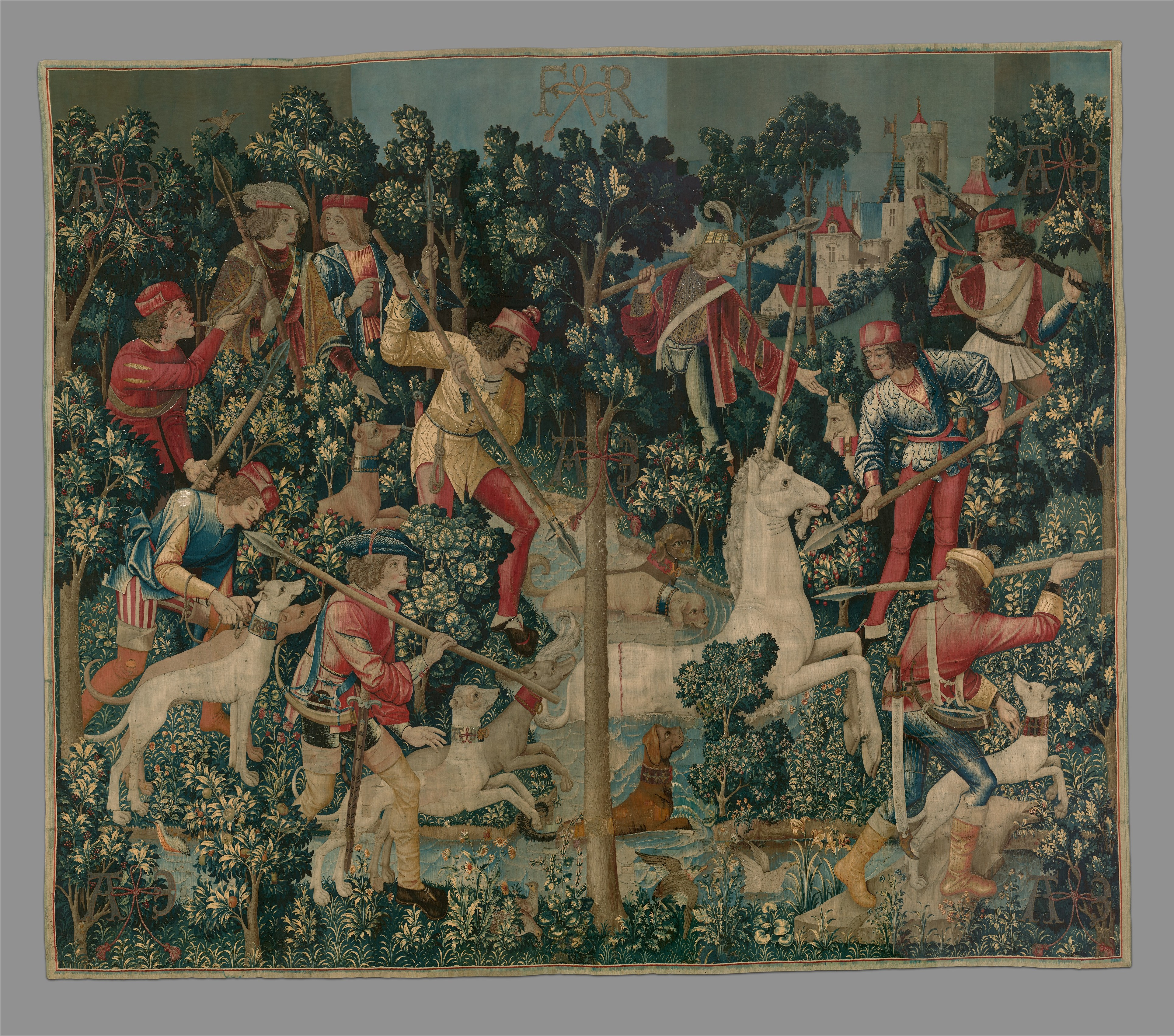
Единорог пересекает ручей
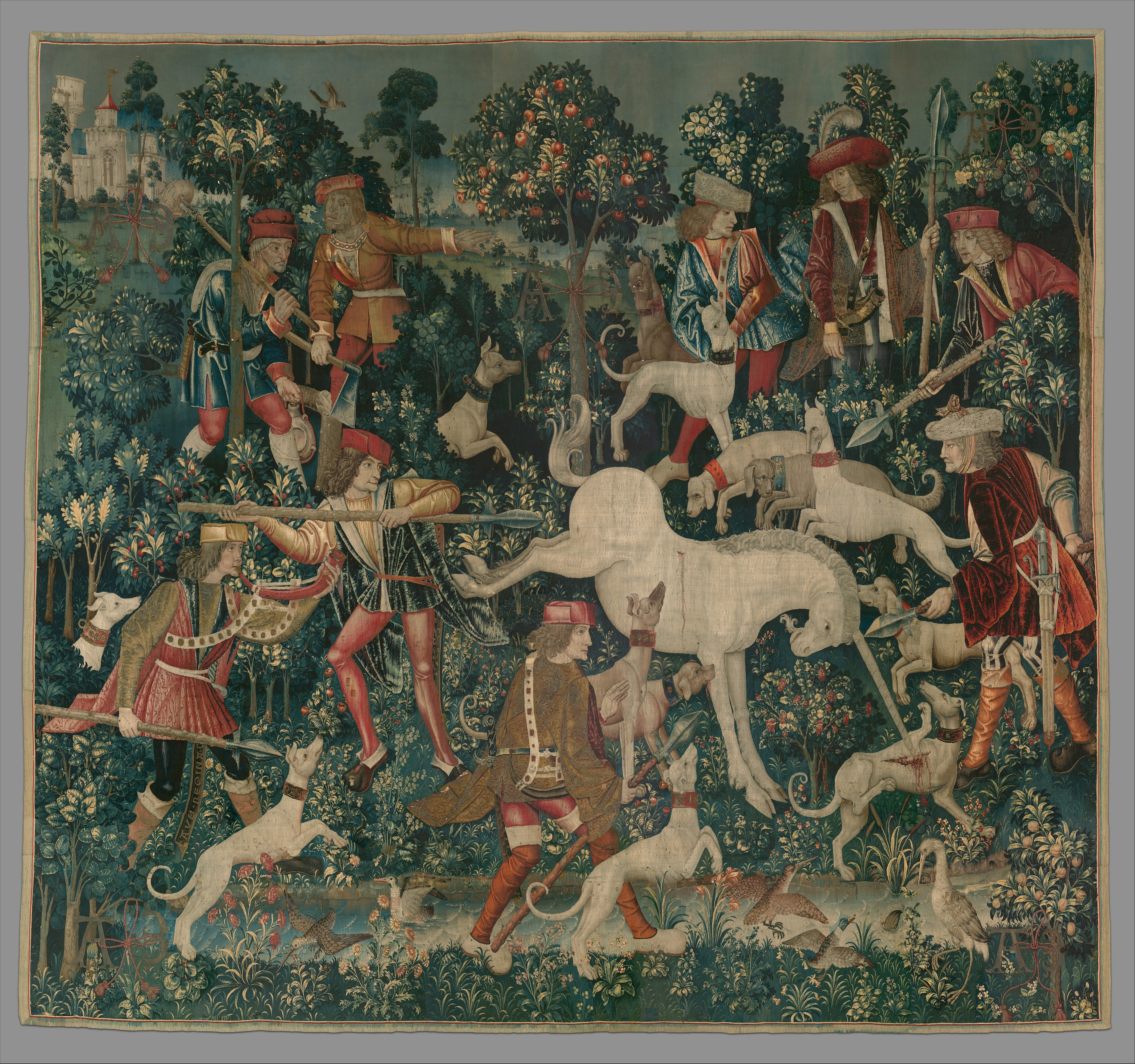
Единорог защищает себя
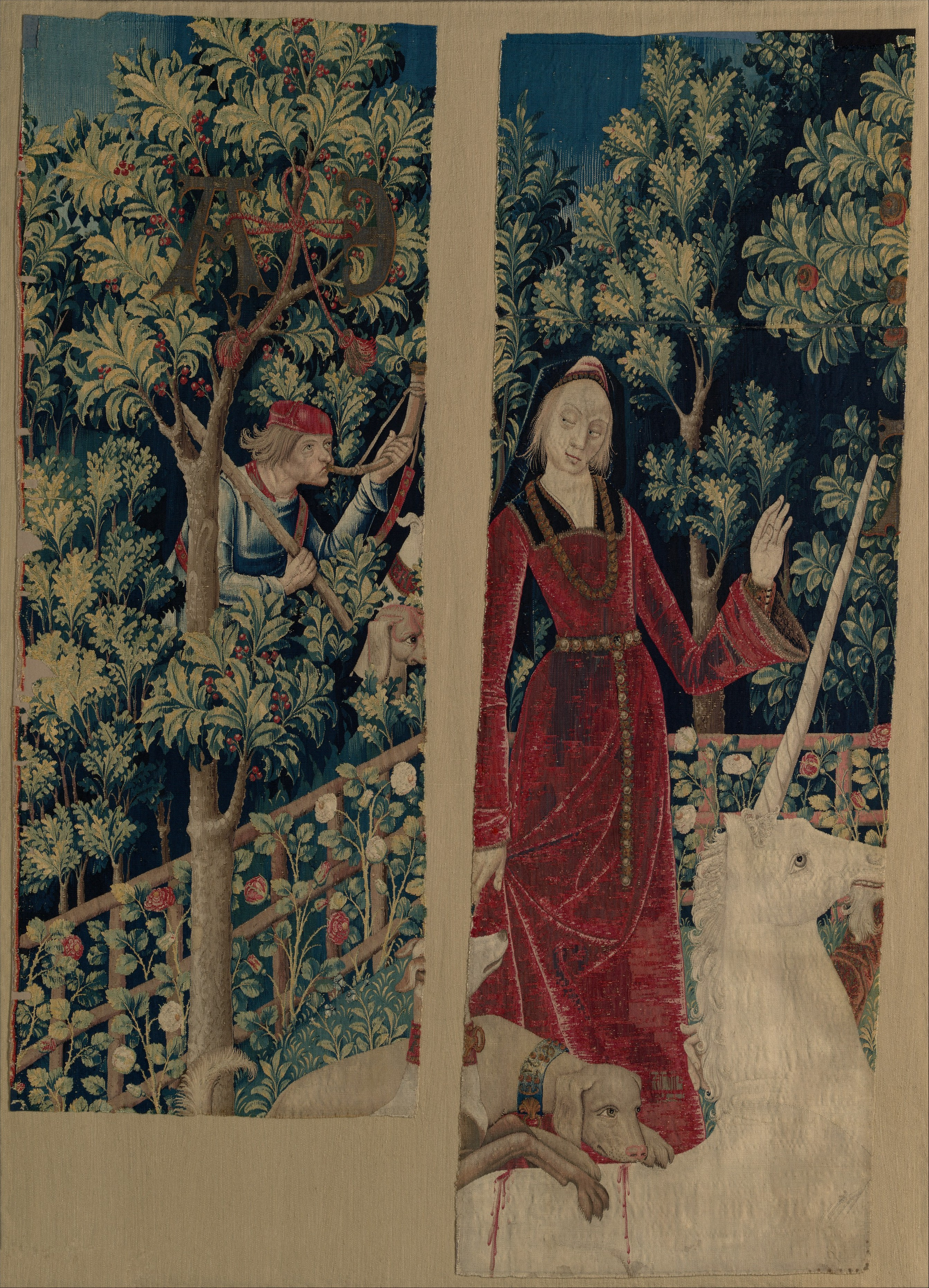
Два фрагмента «Единорога, сдающегося Деве»
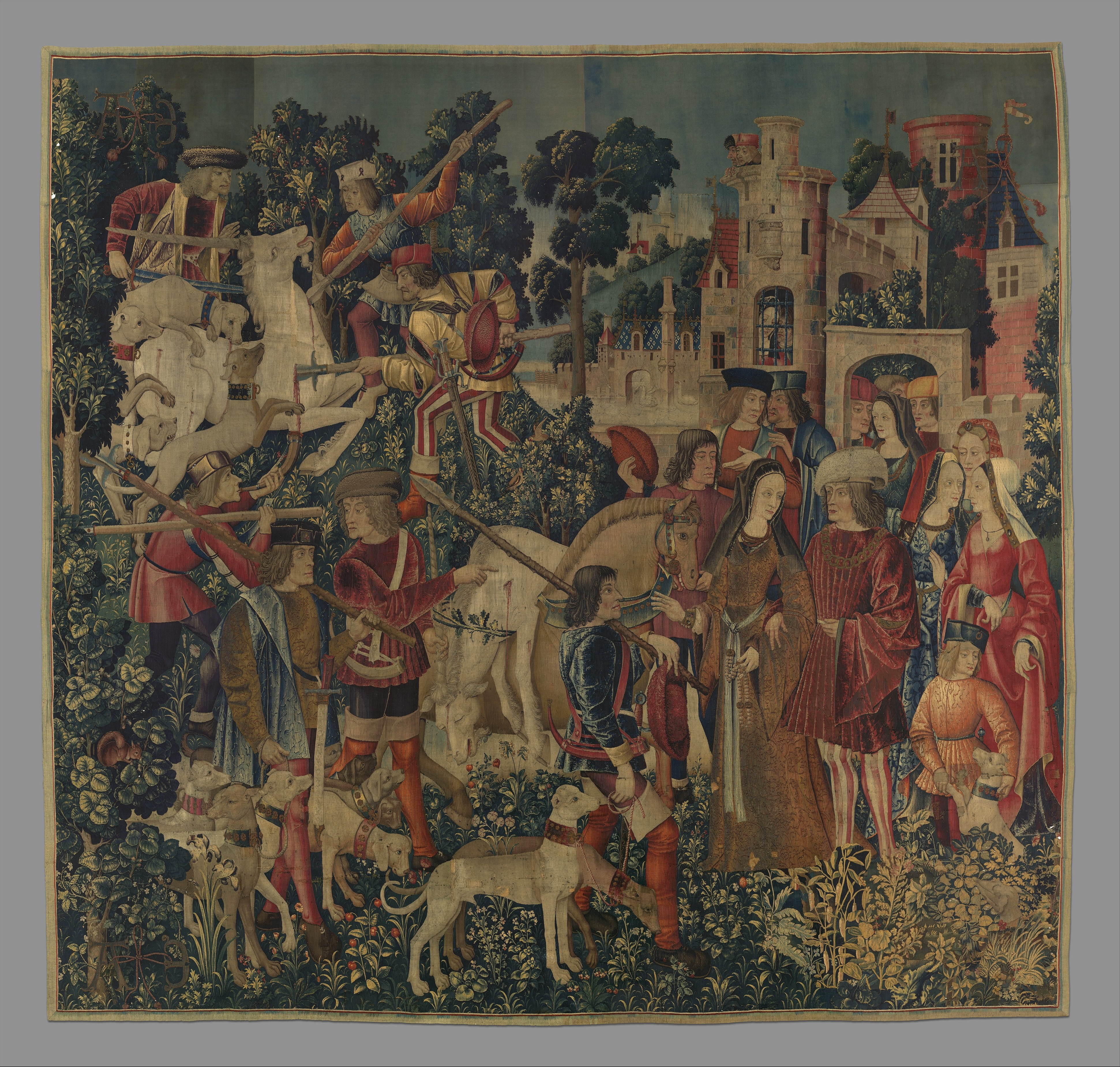
Охотники возвращаются в замок
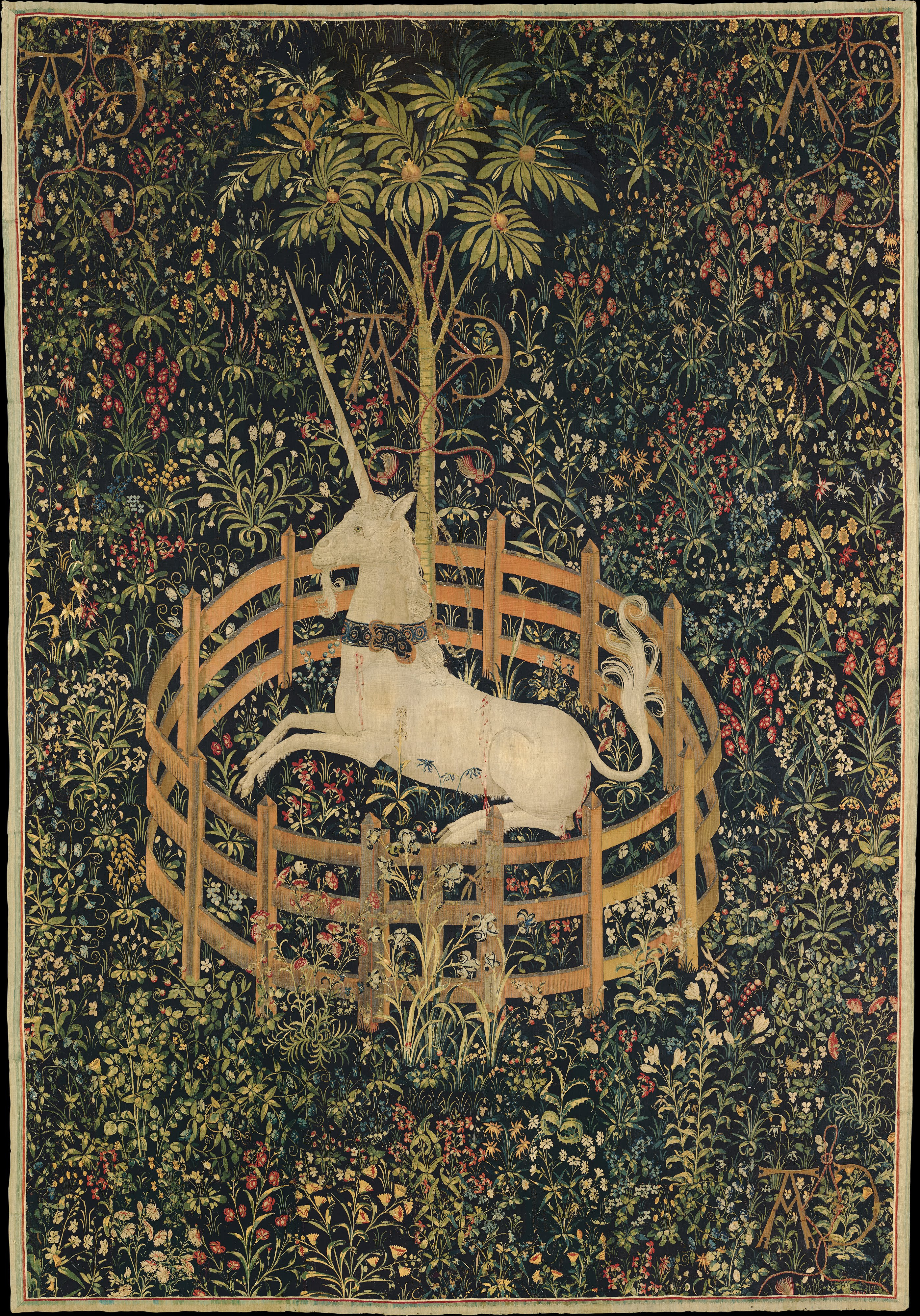
Единорог отдыхает в саду